# Annastacia Palaszczuk

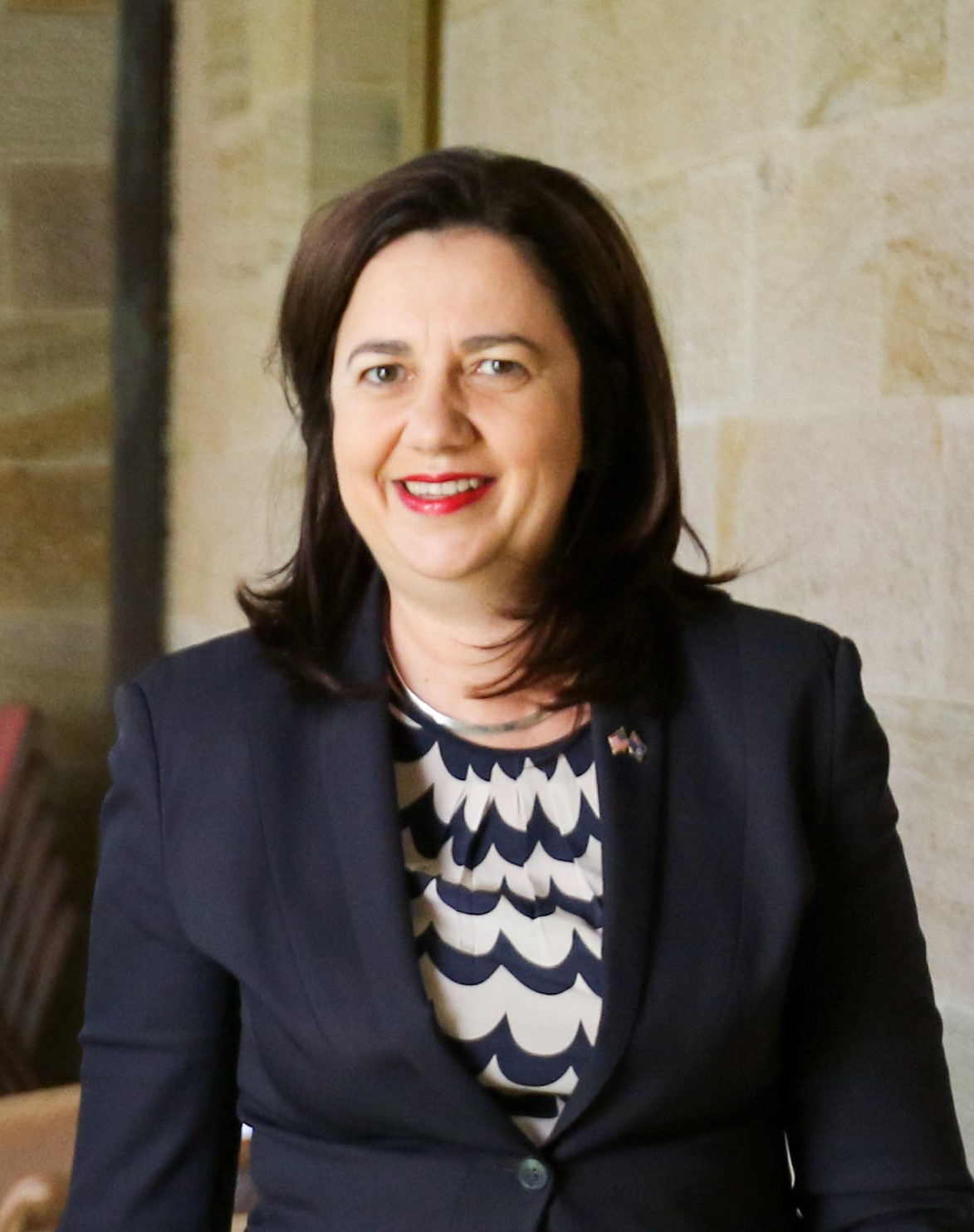
Palaszczuk, 2016

Annastacia Palaszczuk (* 25. Juli 1969 in Brisbane, Queensland) ist eine australische Politikerin und ehemalige Premierministerin von Queensland.

## Leben
Annastacia Palaszczuk ist die Tochter des australischen Politikers Henry Palaszczuk.
Palaszczuk ist Mitglied der Australian Labor Party. Sie studierte Rechtswissenschaften an der University of Queensland. In der bundesstaatsweiten Parlamentswahl von 2006 gewann Palaszczuk den Wahlkreis Inala, den ihr Vater vor ihr über 20 Jahre lang repräsentierte. Als ihre Partei bei der Wahl von 2009 die stärkste Kraft wurde, wurde sie in das Kabinett der neuen Premierministerin Anna Bligh berufen. Infolge Blighs Rücktritts nach der historischen Wahlniederlage Labors in 2012, in welcher die Partei nur sieben Mandate gewann, übernahm sie die Rolle des Oppositionsführers im Queensland Parlament. Nach der Wahl von 2015, in welcher Labor erneut die stärkste Kraft wurde, wurde Palaszczuk Premierministerin. Die Wahlen von 2017 und 2020 gewann Labor unter der Leitung Palaszczuks ebenfalls.
Annastacia Palaszczuk wurde nach der Wahl 2020 in der australischen Presse als Legende bezeichnet, die in die Geschichtsbücher der australischen Labor Party eingegangen sei, weil sie drei Mal in das hohe Amt einer Premierministerin eines australischen Bundesstaates gewählt wurde. Ihr Wahlsieg 2020 wurde im Wesentlichen darauf zurückgeführt, dass sie Queensland gut durch die Corona-Pandemie geführt habe.
Im Dezember 2023 erklärte sie ihren Rücktritt als Premierministerin und kündigte den Rückzug aus der Politik an. Am 15. Dezember 2023 wurde der bisherige Vizepremierminister Steven Miles als neuer Premierminister von Queensland vereidigt. Zum Ende des Monats schied sie aus dem Parlament aus.